# 1857 az irodalomban
Az 1857. év az irodalomban.

## Események
- Magyarországon Csengery Antal szerkesztésben megindul a Budapesti Szemle című folyóirat (1857–1869)

## Megjelent új művek

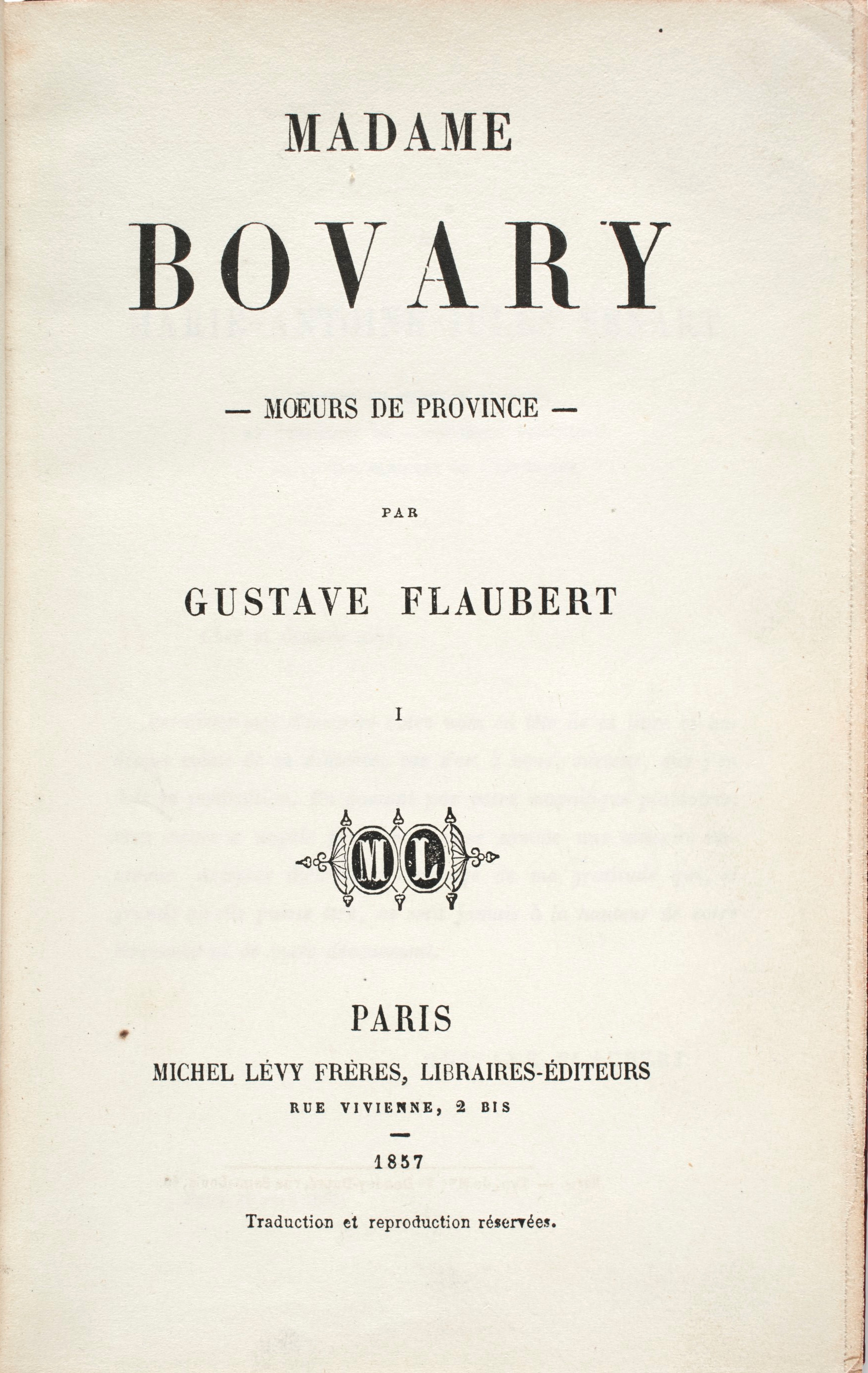
Madame Bovary

- José Martiniano de Alencar brazil író regénye a brazil nép kialakulásáról: O Guarani
- Charlotte Brontë posztumusz kiadott regénye: Az angoltanár (The Professor)
- Charles Dickens regénye: Kis Dorrit (Little Dorrit, 1857–1858)
- George Eliot angol írónő elbeszélésgyűjteménye (Jelenetek az egyházi életből)
- William Makepeace Thackeray regénye folytatásokban:  A virginiai testvérek (The Virginians, 1857–1859)
- Gustave Flaubert regénye könyv alakban: Bovaryné (Madame Bovary)
- Wilhelm Raabe német író első regénye: Die Chronik der Sperlingsgasse (A veréb utca krónikája)
- Adalbert Stifter regénye: Der Nachsommer (Nyárutó)
- Lev Tolsztoj önéletrajzi trilógiájának harmadik része: Ifjúság (Юность)

### Költészet
- Charles Baudelaire francia költő botrányt kavaró, de a költészetben korszakhatárt jelentő verseskötete: A romlás virágai (Les Fleurs du mal)
- A mondák, népmesék szövegéből Friedrich Reinhold Kreutzwald által összeállított észt nemzeti eposz, a Kalevipoeg első kiadása (1857–1861)

### Dráma
- Ifj. Alexandre Dumas drámája: Pénzkérdés (La Question d’argent), bemutató
- Megjelenik Ivan Turgenyev Az ingyenélő (Нахлебник) című drámája[1]

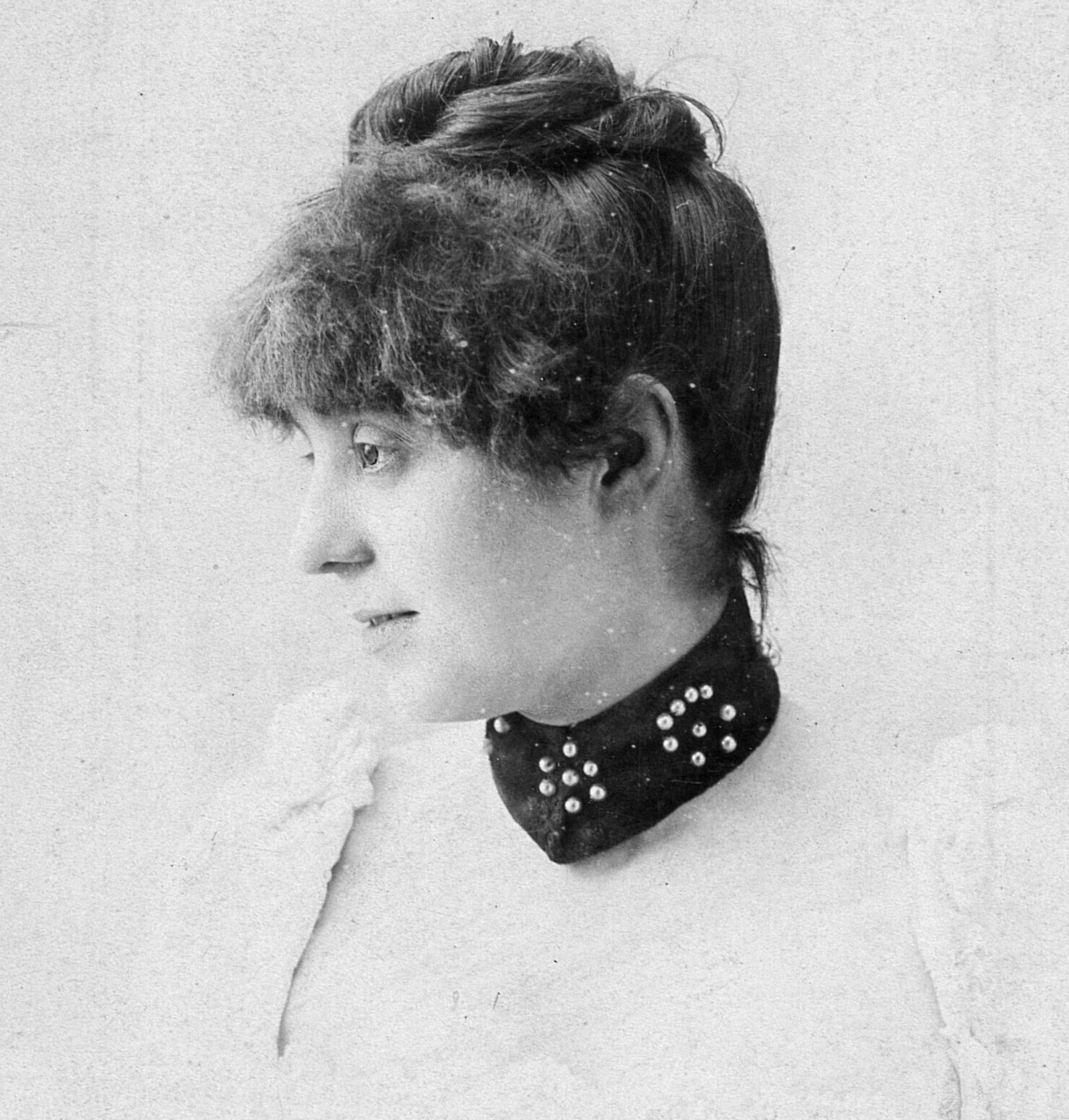
Gabriela Zapolska

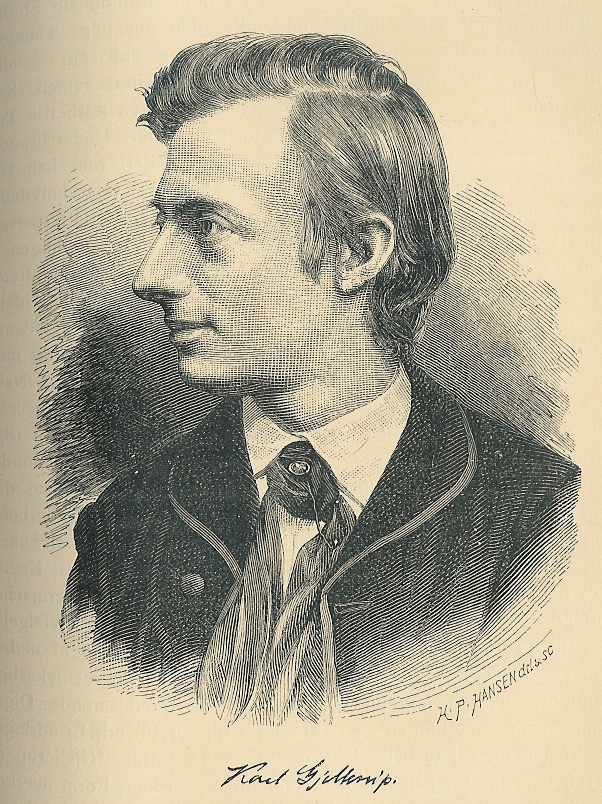
Karl Adolph Gjellerup

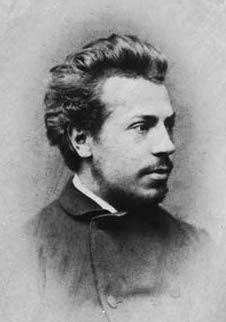
Henrik Pontoppidan

### Magyar nyelven
- Arany János elbeszélő költeménye: Pázmán lovag
- Eötvös Józsefnek a szabadságharc után írt egyetlen regénye: A nővérek
- Gyulai Pál kisregénye („beszélye”): Egy régi udvarház utolsó gazdája (a Magyar Posta című lapban jelenik meg, tíz évvel később pedig az író gyűjteményes kötetében)
- Kemény Zsigmond: Zord idő, a regény első része a Budapesti Szemle című folyóiratban; a teljes mű öt évvel később kerül az olvasók kezébe

## Születések
- március 30. – Gabriela Zapolska lengyel színésznő, író, drámaíró († 1921)
- június 2. – Karl Adolph Gjellerup Nobel-díjas (Henrik Pontoppidannal megosztva, 1917) dán költő, regényíró († 1919)
- július 24. – Henrik Pontoppidan Nobel-díjas (Karl Adolph Gjelleruppal megosztva) dán író, „széles társadalomábrázoló, a nagy elbeszélők, Fielding, Balzac vagy Gogol fajtájából.”[2] († 1943)
- szeptember 30. – Hermann Sudermann német író († 1928)
- október 31. – Axel Munthe svéd orvos, író († 1949)
- december 3. – Joseph Conrad lengyel születésű angol regényíró († 1924)

## Halálozások
- január 22. – Szenvey József író, lapszerkesztő, műfordító (* 1800)
- május 2. – Alfred de Musset francia költő, drámaíró (* 1810)
- július 16. – Pierre-Jean de Béranger francia lírikus, chansonszerző (* 1780)
- augusztus 3. – Eugène Sue francia író (* 1804)
- november 26. – Joseph von Eichendorff német romantikus költő (* 1788)